# Championnat international de Formule 3000 1993
Navigation
Édition précédente Édition suivante
Le championnat international de F3000 1993 a été remporté par le Français Olivier Panis sur une Reynard-Cosworth de l'écurie DAMS. 

## Règlement sportif
- L'attribution des points s'effectue selon le barème 9,6,4,3,2,1

## Courses de la saison 1993
| Date       | Lieu              | Vainqueur       | Nationalité | Voiture          | Écurie       |
| 3 mai      | Donington         | Olivier Beretta | Monaco      | Reynard-Cosworth | Forti        |
| 9 mai      | Silverstone       | Gil de Ferran   | Brésil      | Reynard-Cosworth | Paul Stewart |
| 30 mai     | Pau               | Pedro Lamy      | Portugal    | Reynard-Cosworth | Crypton      |
| 17 juillet | Enna-Pergusa      | David Coulthard | Royaume-Uni | Reynard-Cosworth | Pacific      |
| 24 juillet | Hockenheimring    | Olivier Panis   | France      | Reynard-Cosworth | DAMS         |
| 22 août    | Nurburgring       | Olivier Panis   | France      | Reynard-Cosworth | DAMS         |
| 29 août    | Spa-Francorchamps | Olivier Panis   | France      | Reynard-Cosworth | DAMS         |
| 3 octobre  | Magny-Cours       | Franck Lagorce  | France      | Reynard-Cosworth | DAMS         |
| 10 octobre | Nogaro            | Franck Lagorce  | France      | Reynard-Cosworth | DAMS         |

## Classement des pilotes
| Classement | Pilote                   | Pays        | Voiture          | Écurie          | Nombre de points |
| ---------- | ------------------------ | ----------- | ---------------- | --------------- | ---------------- |
| 1er        | Olivier Panis            | France      | Reynard-Cosworth | DAMS            | 32               |
| 2e         | Pedro Lamy               | Portugal    | Reynard-Cosworth | Crypton         | 31               |
| 3e         | David Coulthard          | Royaume-Uni | Reynard-Cosworth | Pacific         | 25               |
| 4e         | Franck Lagorce           | France      | Reynard-Cosworth | DAMS            | 21               |
| 5e         | Gil de Ferran            | Brésil      | Reynard-Cosworth | Paul Stewart    | 21               |
| 6e         | Olivier Beretta          | Monaco      | Reynard-Cosworth | Forti           | 20               |
| 7e         | Vincenzo Sospiri         | Italie      | Reynard-Judd     | Mythos          | 16               |
| 8e         | Jean-Christophe Boullion | France      | Reynard-Cosworth | Apomatox        | 12               |
| 9e         | Paul Stewart             | Royaume-Uni | Reynard-Cosworth | Paul Stewart    | 10               |
| 10e        | Massimiliano Papis       | Italie      | Reynard-Cosworth | Vortex          | 6                |
| 11e        | Michael Bartels          | Allemagne   | Reynard-Cosworth | Pacific         | 4                |
| 11e        | Jérôme Policand          | France      | Reynard-Judd     | Omegaland       | 4                |
| 11e        | Alessandro Zampedri      | Italie      | Reynard-Cosworth | Nordic          | 4                |
| 11e        | Emmanuel Collard         | France      | Reynard-Cosworth | Apomatox        | 4                |
| 15e        | Jan Lammers              | Pays-Bas    | Reynard-Cosworth | Barone Rampante | 3                |
| 15e        | Nicolas Leboisettier     | France      | Reynard-Cosworth | Crypton         | 3                |
| 17e        | Enrico Bertaggia         | Italie      | Reynard-Cosworth | ACE             | 2                |
| 17e        | Paolo delle Piane        | Italie      | Reynard-Cosworth | Vortex          | 2                |
| 17e        | Yvan Muller              | France      | Reynard-Judd     | Omegaland       | 2                |
| 20e        | Andrea Gilardi           | Italie      | Reynard-Cosworth | Cobra           | 2                |
| 21e        | Gianpiero Simoni         | Italie      | Reynard-Judd     | Mythos          | 1                |